# Chocz
Chocz (română Hocea) este un oraș în Polonia. În 2006 avea 1700 de locuitori.